# François M'Pelé
François M'Pelé, né le 13 juillet 1947 à Brazzaville est un footballeur international congolais qui évolue au poste d'attaquant.
Après deux saisons au Standard de Brazzaville, en République du Congo, François M'Pelé rejoint la France et l'Athletic Club ajaccien en 1968. Auréolé d'un titre de champion d'Afrique avec le Congo en 1972, il est transféré l'année suivante au Paris Saint-Germain Football Club. Il termine sa carrière professionnelle en 1982 après un passage par le Racing Club de Lens et une saison au Stade rennais football club.

## Biographie
François M'Pelé participe à trois reprises à la Coupe d'Afrique des nations. Attaquant, il remporte la compétition lors de sa première participation, en 1972, en inscrivant un but lors de la finale l'opposant au Mali.
En 1973, M'Pelé rejoint le récent club du Paris Saint-Germain qui évolue alors en Division 2 et participe à la montée du club en première division. Il marque notamment le premier but du match retour de barrages remporté quatre buts à deux face au Valenciennes Football Club qui voit le retour du club parisien dans l'élite. La saison suivante, face au Football Club de Metz il marque un doublé lors du premier match de Ligue 1 du PSG au Parc des Princes. Auteur de 95 buts en 217 matches, M'Pelé ne remporte aucun titre avec le club de la capitale mais a détenu le record de buts marqués en Coupe de France avec le PSG (28 buts) durant 45 ans avant de se faire détrôner par Kylian Mbappé en 2024.
En 1979, M'Pelé rejoint le Racing Club de Lens puis termine sa carrière professionnelle au Stade rennais football club. Il joue un total de 350 matches en 1re division française et inscrit 129 buts.
Ses liens avec la Corse lui permettent, avec Dédé di Scala entre autres, d'organiser le premier match de la sélection corse contre le Congo, le 6 juin 2009, au stade de Mezzavia (Ajaccio).
En 2022, le magazine So Foot le classe dans le top 1000 des meilleurs joueurs du championnat de France, à la 204e place.

## Carrière de joueur
- 1966-1968 : Standard de Brazzaville ( République du Congo)
- 1968-1973 : AC Ajaccio ( France)
- 1973-1979 : Paris Saint-Germain ( France)
- 1979-1981 : RC Lens ( France)
- 1981-1982 : Stade rennais FC ( France)[6]

## Palmarès
- Vainqueur de la CAN en 1972